# Lepidopalpus hyalina
Lepidopalpus hyalina är en fjärilsart som beskrevs av Antonius Johannes Theodorus Janse 1915. Lepidopalpus hyalina ingår i släktet Lepidopalpus och familjen tofsspinnare. Inga underarter finns listade i Catalogue of Life.